# Olivenfarbige Sandrennnatter
Die Olivenfarbige Sandrennnatter oder auch Mosambik-Sandrennnatter (Psammophis mossambicus) ist eine Schlangenart aus der Gattung der Sandrennnattern innerhalb der Familie Psammophiidae.

## Merkmale

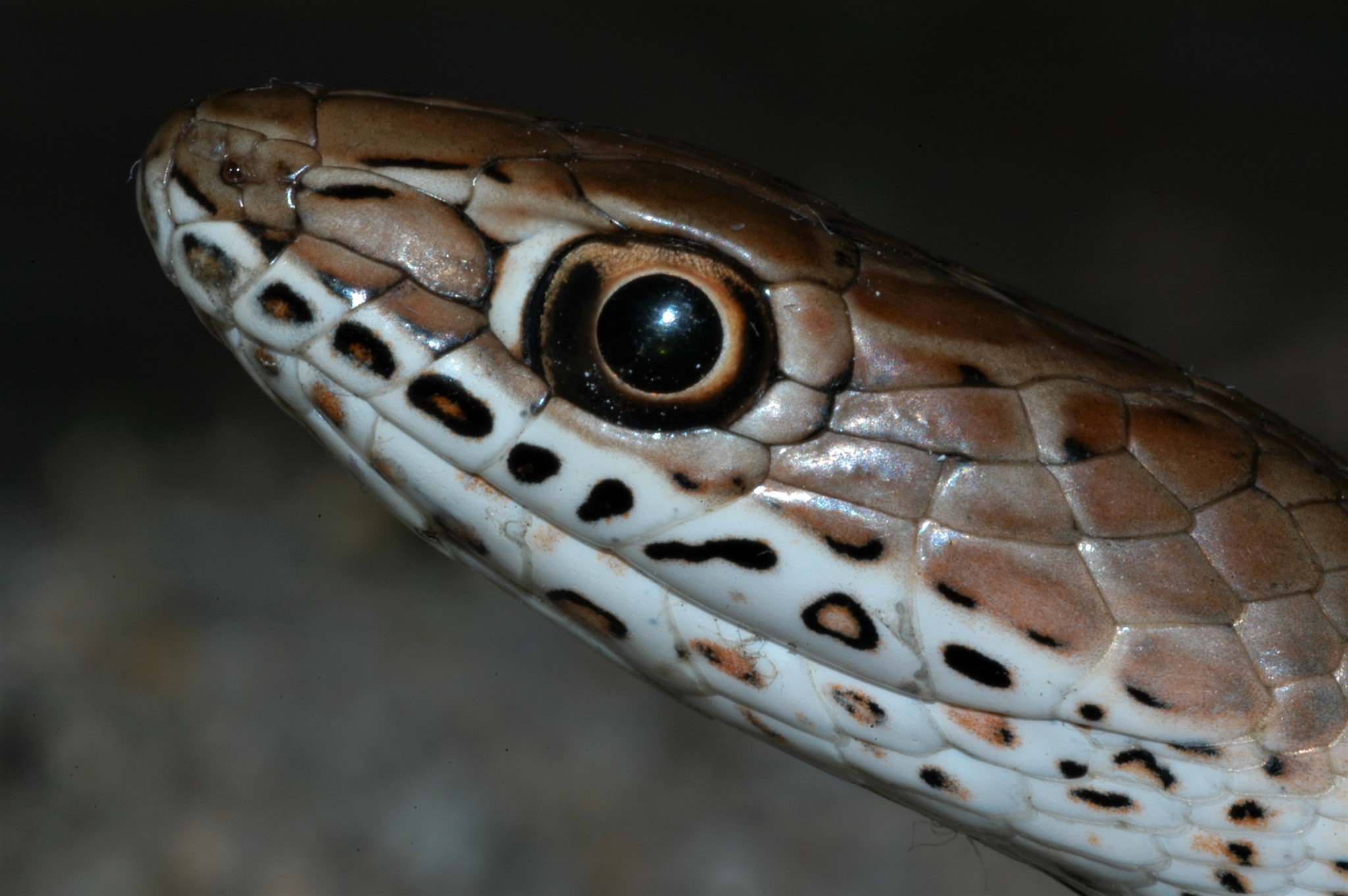
Kopf einer Olivenfarbigen Sandrennnatter

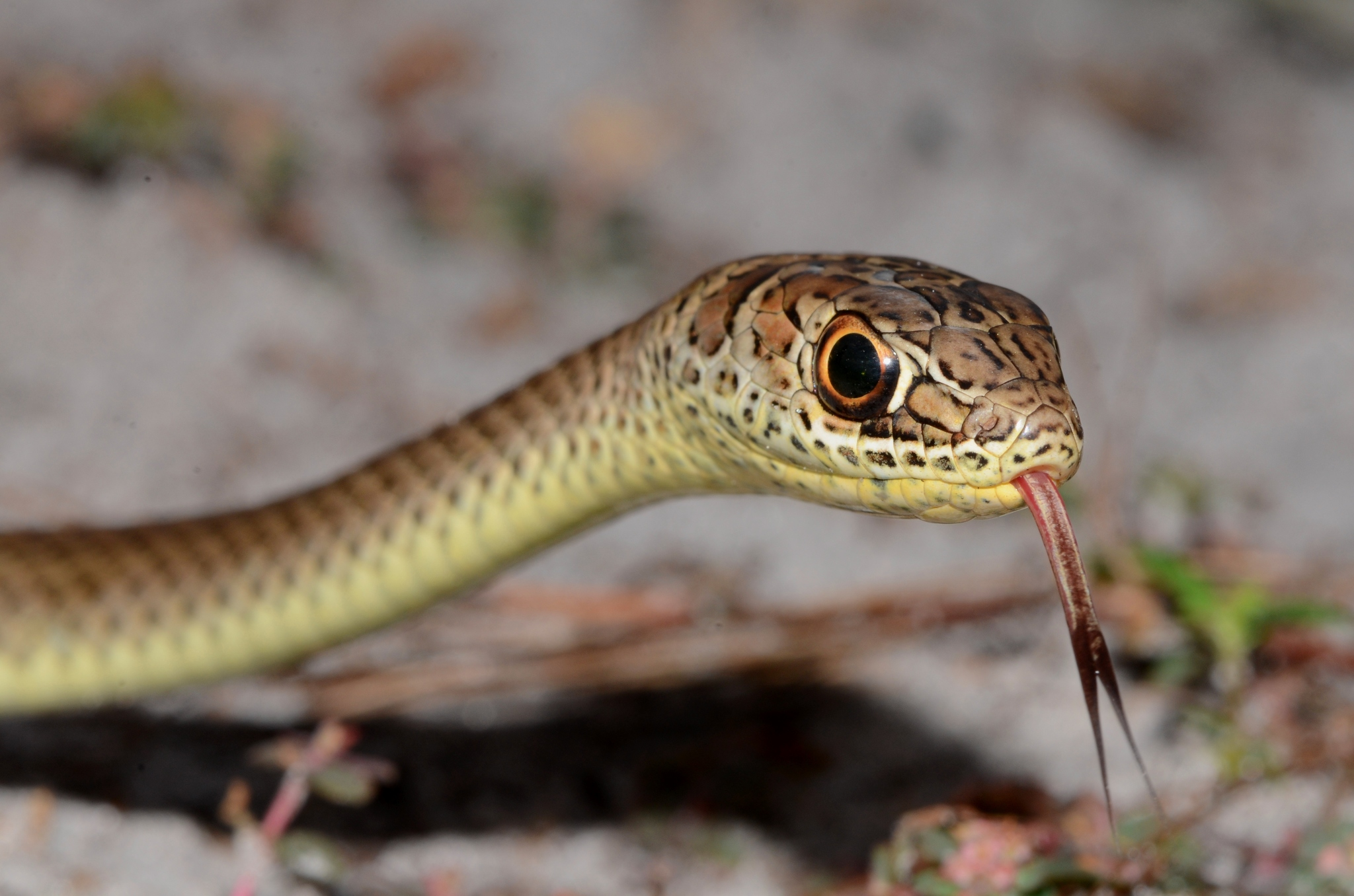
Frontalansicht

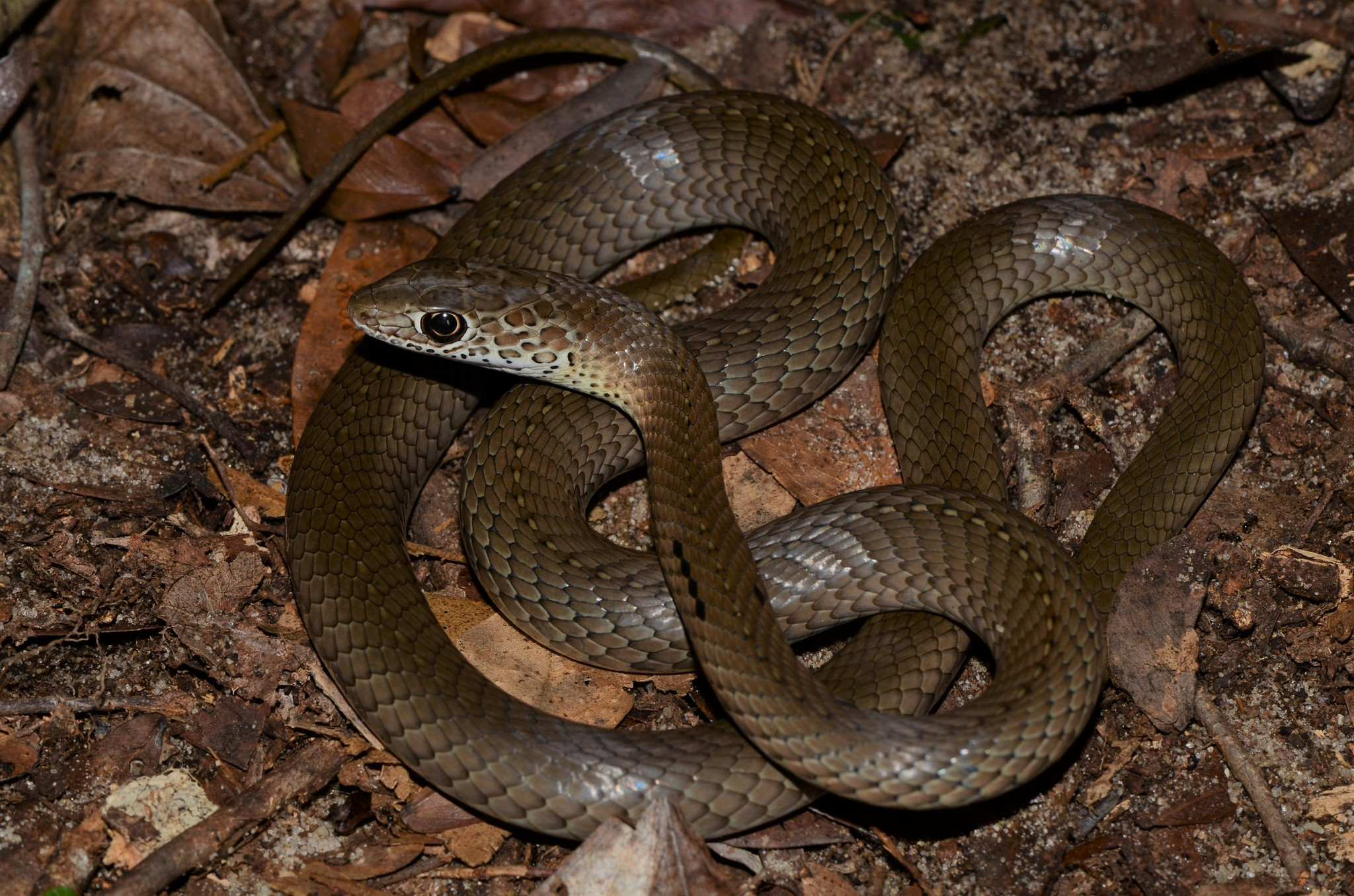
In Mosambik

Die Olivenfarbige Sandrennnatter hat eine durchschnittliche Gesamtlänge von etwa 80 Zentimetern, kann aber auch eine Körperlänge von 1,8 Metern erreichen. Der Körper ist dorsal braun bis olivfarben und im hinteren Körperbereich oft gelblich. Ventral ist er gelblich bis weiß. Die Beschuppung weist 82 bis 122 Subcaudalia auf und 154 bis 188 Ventralia (Bauchschuppen) sowie am Kopf meist 8 Supralabialia (Oberlippenschilde) und 10 Infralabialia (Unterlippenschilde). Auf den Supralabialia befinden sich jeweils dunkle Flecken mit blassem Zentrum. Der Analschild ist geteilt. Die Pupillen sind bei Sandrennnattern rund. Die Art ähnelt der Schwesterart Psammophis brevirostris.
Das Gift der Olivenfarbigen Sandrennnatter ist schwach und hat auf den Menschen nur eine geringe Wirkung. Durch die Art, wie sie ihren Kopf hebt, wird die Olivenfarbige Sandrennnatter jedoch manchmal mit für den Menschen gefährlichen Giftschlangen wie der Schwarzen Mamba oder einer weiblichen Boomslang verwechselt.

## Lebensweise
Die Olivenfarbige Sandrennnatter ist tagaktiv und ovipar. Sie kann gut klettern und bewegt sich schnell fort. Zu ihrer Beute gehören Eidechsen, Frösche, kleine Säugetiere, Vögel und andere, auch giftige Schlangen. Die Art kommt von Meereshöhe bis 1.500 Meter in einer Vielzahl von Lebensräumen vor, darunter Feuchtsavannen und Grasland, Kulturflächen, Sümpfe und insbesondere in Uferlebensräumen wie Röhricht. Nicht zu finden ist sie in trockeneren Halbwüsten, wüstennahen Gebieten, geschlossenen Wäldern und montanen Lebensräumen.

## Verbreitung und Gefährdungsstatus
Das Verbreitungsgebiet der Olivenfarbigen Sandrennnatter liegt in Subsahara-Afrika. Dort kommt sie vom Südsudan bis Südafrika und nach Westen bis Namibia und Angola vor. In Südafrika ist sie dabei im Norden der Provinz Mpumalanga und in KwaZulu-Natal zu finden. Sie fehlt im Westen des Landes sowie im Süden Namibias und Botswanas. Im Kongobecken Zentralafrikas ist sie ebenfalls nicht verbreitet.
Die IUCN stuft die Art aufgrund ihres großen Verbreitungsgebiets als nicht gefährdet (least concern) mit stabilem Populationstrend ein. Auf der nationalen Roten Liste Südafrikas wird die Art ebenfalls als nicht gefährdet eingestuft.

## Systematik
Die Olivenfarbige Sandrennnatter ist eine Art aus der Gattung der Sandrennnattern. Sie wurde 1882 von dem deutschen Naturforscher Wilhelm Peters erstbeschrieben. Der Artname leitet sich von der Typuslokalität der Mosambikinsel ab.
In der Literatur verwendete Synonyme sind nach erster Verwendung zeitlich sortiert:
- Psammophis sibilans var. mossambica Peters, 1882
- Psammophis sibilans var. tettensis Peters, 1882
- Psammophis sibilans var. intermedius Fischer, 1884
- Psammophis irregularis Sauvage, 1884
- Psammophis thomasi Gough, 1908
- Psammophis sibilans var. occidentalis Werner, 1919
- Psammophis notostictus Witte, 1933
- Psammophis brevirostris Witte, 1933
- Psammophis sibilans phillipsii Loveridge, 1940
- Psammophis sibilans sibilans Bogert, 1940
- Psammophis subtaeniatus Witte, 1941
- Psammophis subtaeniatus sudanensis Laurent, 1956
- Psammophis sibilans phillipsii Witte, 1962
- Psammophis phillipsi Joger, 1982
- Psammophis subtaeniatus Joger, 1990
- Psammophis phillipsi occidentalis Hughes & Wade, 2004
- Psammophis mossambicus Branch, 1998
- Psammophis occidentalis Chirio & Lebreton, 2007